# Гамбург-Бергедорф
Бергедорф (нім. Bergedorf) — частина однойменного району Бергедорф вільного та ганзейського міста Гамбург. Культурний і економічний центр району. Бергедорф розташований на південному сході Гамбурга, безпосередньо на кордоні з Венторфом і Райнбеком, які відносяться до землі Шлезвіг-Гольштейн.